# Cour de cassation (Tunisie)
Pour les autres articles nationaux ou selon les autres juridictions, voir Cour de cassation.
La Cour de cassation est la juridiction la plus élevée de l'ordre judiciaire tunisien. Elle est, dans ce dernier, le pendant du Tribunal administratif supérieur dans l'ordre administratif. Son siège se situe au boulevard du 9-Avril 1938 à Tunis.

## Histoire
La Cour de cassation est l'héritière d'une chambre du tribunal de l'ouzara, devenue la commission des requêtes en 1910.
Elle prend sa dénomination actuelle avec un décret du 3 août 1956 qui voit aussi la suppression de l'ouzara et l'unification de la justice tunisienne suivant une organisation identique à l’organisation judiciaire française.
L'article 115 de la Constitution de 2014 la consacre dans son rôle au sein de l'ordre judiciaire.

## Compétences
La Cour de cassation est compétente en matière civile contre les décisions rendues en dernier ressort dans les cas prévus par l'article 175 du Code de procédure civile et commerciale, et en matière pénale dans le cadre des pourvois en cassation contre les décisions rendues sur le fond et en dernier ressort pour incompétence, excès de pouvoir, violation ou fausse application de la loi d'après l'article 258 du Code de procédure pénale.
En outre, les différents aspects du pourvoi en cassation sont traités dans les articles 175 à 197 du Code de procédure civile et commerciale et dans les articles 258 à 276 du Code de procédure pénale.

## Fonctionnement
La Cour de cassation se compose de plusieurs chambres.
Les chambres peuvent se réunir en plénière chaque fois qu'il faut préserver l'unité de la jurisprudence entre les différentes chambres ou en cas de faute grave. Les chambres réunies se composent alors du premier président, des président de chambres et du conseiller le plus ancien de chaque chambre ainsi que le procureur général et un greffier.

## Liste des premiers présidents
| Premier président | Décret de nomination                                   |
| ----------------- | ------------------------------------------------------ |
| Mohamed Lejmi     | 29 décembre 2006                                       |
| Mongi Lakhdar     | 12 janvier 2010                                        |
| Férid Sakka       | 28 avril 2011                                          |
| Brahim Majri      | 21 mars 2012                                           |
| Khaled Ayari      | 2 octobre 2014                                         |
| Hédi Guediri      | 14 juin 2017                                           |
| Taïeb Rached      | 11 novembre 2018 (démis de ses fonctions en août 2021) |
| Moncef Kchaou     | 26 octobre 2021,                                       |